# Amor bravío
Amor Bravío é uma telenovela mexicana produzida por Carlos Moreno Languillo
para a Televisa e exibida pelo Canal de Las Estrellas entre 5 de março e 21 de outubro de 2012, substituindo La que no podía amar e sendo substituída por Qué bonito amor.
Durante duas semanas dividiu o horário com os últimos capítulos de La que no podía amar. A telenovela é um remake das tramas De pura sangre e La jaula de oro, produzidas em 1985 e 1997, respectivamente.
A Trama é protagonizada por Silvia Navarro e Cristián de la Fuente. Com atuações estrelares de Fernanda Castillo, María Sorté, Olivia Bucio, Florencia de Saracho, Ricardo Franco Sierra e Alex Sirvent e com as participações especiais de Lisset, Valentino Lanús e Rogelio Guerra e antagonizada por Leticia Calderón, César Évora, Laura Carmine, Flavio Medina e José Elías Moreno.

## Enredo
Camila Monterde (Silvia Navarro) sobrinha de Don Daniel Monterde (Rogelio Guerra), está noiva de Luis del Olmo (Valentino Lanús) e, quando estão prestes a se casar, ambos sofrem um acidente de carro onde Luis morre. Com a morte do seu noivo, Camila se refugia na fazenda de seu tio. Lá, ela conhece Alonso (Flavio Medina), que é o braço direito do seu tio. Tempos depois, Camila acaba se apaixonando por ele, e ambos se casam, mas o que Camila não sabe é que o casamento é só um meio de Alonso e Isadora (Leticia Calderón) ficarem com a fazenda de seu tio. A fazenda de Don Daniel também é o desejo e a cobiça de Dionisio Ferrer (César Évora), um homem ambicioso, frio e calculista que, junto com Alonso e Isadora, arma um plano pra ficar com a Fazenda assim que Don Daniel morra.
Antes de morrer, Don Daniel deixa a fazenda para Daniel (Cristián de la Fuente) que vive no Chile com sua esposa, o que acaba provocando a revolta de Dionísio, Isadora e Alonso. Ao saber disso, eles armam outro plano, dessa vez para matar Daniel. Porém, erroneamente quem acaba morrendo é sua esposa Miriam (Lisset). Com a morte de Miriam, Daniel é o principal suspeito do crime e acaba sendo preso injustamente. Daniel acaba fugindo da prisão e vai parar no México, onde planeja vingança pela morte de sua mulher. Ao chegar lá, Daniel troca de identidade e passa a ser Andrés Duarte, para descobrir os seus inimigos e adversários. A princípio, pensa que tudo foi um plano de Camila e pretende se vingar dela, mas nem ele imaginaria que desta forma encontraria a mulher de sua vida.

## Elenco
| Ator                   | Personagem                                                      |
| ---------------------- | --------------------------------------------------------------- |
| Silvia Navarro         | Camila Monterde Santos                                          |
| Cristián de la Fuente  | Daniel Díaz Acosta / Andrés Duarte                              |
| Leticia Calderón       | Isadora González Vda. de Lazcano / Isadora González de Albarrán |
| César Évora            | Dionisio Ferrer / Héctor Gutiérrez                              |
| Olivia Bucio           | Agustina Santos vda. de Monterde                                |
| Flavio Medina          | Alonso Lazcano González                                         |
| René Strickler         | Mariano Albarrán Mendiola                                       |
| María Sorté            | Amanda Jiménez Ulloa                                            |
| José Carlos Ruiz       | Padre Baldomero Lozano                                          |
| José Elías Moreno      | Leoncio Martínez                                                |
| Norma Herrera          | Rocío Mendiola de Albarrán                                      |
| Fernanda Castillo      | Viviana Del Valle                                               |
| Yolanda Ventura        | Piedad Martínez                                                 |
| Laura Carmine          | Ximena Díaz Santos                                              |
| Magda Guzmán           | Refugio Chávez "Nana"                                           |
| Alex Sirvent           | Rafael Quintana                                                 |
| Héctor Sáez            | Lic. Osvaldo Becerra                                            |
| Florencia de Saracho   | Natalia Jiménez                                                 |
| Ricardo Franco         | Rodolfo Lara                                                    |
| Eddy Vilard            | Pablo Albarrán Mendiola / Pablo Monterde Mendiola               |
| Mariana Van Rankin     | Luz María "Luzma" Martínez                                      |
| Lisset                 | Miriam Farcas de Díaz                                           |
| Luis Couturier         | Cayetano Albarrán                                               |
| Alan Estrada           | Aarón Quintana                                                  |
| Alejandro Ruiz         | Padre Anselmo Medrano                                           |
| Juan Diego Covarrubias | Yago Albarrán Mendiola                                          |
| Luis Gatica            | Hipólito                                                        |
| Raymundo Capetillo     | Francisco Javier Díaz Velasco                                   |
| Valentino Lanús        | Luis del Olmo                                                   |
| Toño Infante           | Julián Hernández / Fidencio Hernández                           |
| Abril Onyl             | Irene                                                           |
| Rubén Zerecero         | Tolentino Cruz                                                  |
| Lorena del Castillo    | Ileana Sodi                                                     |
| Carlos Embry           | Abraham Farcas                                                  |
| Diego Soldano          | Dante Barrienta                                                 |
| Diego Denver           | Andrés Duarte                                                   |
| Patricia Conde         | Ernestina "Netty"                                               |
| Óscar Traven           | Alberto Sodi                                                    |
| Benjamín Rivero        | Bruno Morán                                                     |
| Khiabet Peniche        | Dorotea                                                         |
| Jorge Gallegos         | Eleuterio                                                       |
| Carmen Rodríguez       | Teresa de Sodi                                                  |
| Sandra Kai             | Teresa "Tere" Medrano                                           |
| Ricardo Vera           | Comandante Juárez                                               |
| Benjamín Islas         | Lic. Salomón Morales León                                       |
| Macarena García        | Ana Albarrán Mendoza                                            |
| Tina Romero            | Rosario "Chayo" Sánchez                                         |
| Perla Encinas          | Consuelo Herrera                                                |
| María Clara Zurita     | Ruth Muñiz                                                      |
| Vicente Herrera        | Omar                                                            |
| Alfredo Alfonso        | Estévez                                                         |
| Ramón Valera           | Gastón                                                          |
| Mariana Díaz Araujo    | Mayalén                                                         |
| José Antonio Ferral    | Manuel                                                          |
| Ricardo Gómez          | Román / Román Quintana Del Valle                                |
| David Palazuelos       | Médico de Camila e Luis                                         |

### Participações especiais
| Ator              | Personagem            |
| ----------------- | --------------------- |
| Rogelio Guerra    | Daniel Monterde       |
| Liliana Ross      | Ágatha Acosta de Díaz |
| Valentino Lanus   | Luis del Olmo         |
| Vicente Fernández | Ele mesmo             |
| Monika Sánchez    | Priscila Torresalda   |

## Audiência
| Horário             | # Eps. | Estreia            | Estreia           | Final                 | Final           | Posição | Temporada | Classificação geral |
| Horário             | # Eps. | Data               | Primeiro capítulo | Data                  | Último capítulo | Posição | Temporada | Classificação geral |
| ------------------- | ------ | ------------------ | ----------------- | --------------------- | --------------- | ------- | --------- | ------------------- |
| Segunda—Sexta 19:15 | 166    | 5 de março de 2012 | 22                | 22 de outubro de 2012 | 23              | #1      | 2012      | 18                  |

A trama estreou com 22.3 pontos de média No segundo capítulo alcançou 22.9 pontos, a maior audiência da trama. Já sua menor audiência é de 11.8 pontos, alcançada no dia 6 de abril de 2012, uma Sexta Feira Santa. O último capítulo obteve 22.5 pontos de média. Terminou com uma média de 18 pontos e foi considerada sucesso.

## Versões
- De pura sangre versão original da telenovela produzida por Ernesto Alonso em 1985 que foi protagonizada por Christian Bach e Humberto Zurita.
- Em 1997, Televisa realizou um remake desta telenovela titulado La jaula de oro, produzida por José Rendón e protagonizada por Edith González e Saúl Lisazo.

## Prêmios e Indicações
| Ano  | Prêmio                         | Categoria                     | Nomeações                                          | Resultado |
| ---- | ------------------------------ | ----------------------------- | -------------------------------------------------- | --------- |
| 2012 | Prêmios People em Espanhol     | Melhor Telenovela             | Melhor Telenovela                                  | Indicada  |
| 2012 | Prêmios People em Espanhol     | Melhor Atriz                  | Silvia Navarro                                     | Indicado  |
| 2012 | Prêmios People em Espanhol     | Melhor Ator                   | Cristián de la Fuente                              | Indicado  |
| 2012 | Prêmios People em Espanhol     | Melhor Vilã                   | Letícia Calderón                                   | Venceu    |
| 2012 | Prêmios People em Espanhol     | Melhor Vilão                  | César Évora                                        | Venceu    |
| 2012 | Prêmios People em Espanhol     | Melhor Ator Secundário        | René Strickler                                     | Indicado  |
| 2012 | Prêmio TV Adicto Golden Awards | Melhor Protagonista Feminina  | Silvia Navarro                                     | Venceu    |
| 2012 | Prêmio TV Adicto Golden Awards | Melhor Atriz Coadjuvante      | Olivia Bucio                                       | Venceu    |
| 2012 | Prêmio TV Adicto Golden Awards | Melor atuação especial        | Valentino Lanús                                    | Venceu    |
| 2012 | Prêmio TV Adicto Golden Awards | Melhor Adaptação              | Martha Carrillo, Cristina García e Denisse Phiffer | Venceu    |
| 2012 | Prêmios Telenovela de Oro      | Melhor Ator Protagônico       | Cristián de la Fuente                              | Venceu    |
| 2013 | Prêmios TVyNovelas             | Melhor Telenovela             | Melhor Telenovela                                  | Indicado  |
| 2013 | Prêmios TVyNovelas             | Melhor Ator Protagonista      | Cristián de la Fuente                              | Indicado  |
| 2013 | Prêmios TVyNovelas             | Melhor Atriz Antagonista      | Leticia Calderón                                   | Venceu    |
| 2013 | Prêmios TVyNovelas             | Melhor Ator Antagonista       | César Évora                                        | Indicado  |
| 2013 | Prêmios TVyNovelas             | Melhor Primeiro Ator          | José Elías Moreno                                  | Indicado  |
| 2013 | Prêmios TVyNovelas             | Melhor Atriz Coadjuvante      | Laura Carmine                                      | Indicada  |
| 2013 | Prêmios TVyNovelas             | Melhor Ator Coadjuvante       | Flavio Medina                                      | Venceu    |
| 2013 | Prêmios TVyNovelas             | Melhor Atriz Juvenil          | Mariana Van Rankin                                 | Indicada  |
| 2013 | Prêmios TVyNovelas             | Melhor Ator Juvenil           | Eddy Vilard                                        | Indicado  |
| 2013 | Prêmios TVyNovelas             | Melhor Tema Musical           | "Cuando manda el corazón" por Vicente Fernández    | Indicado  |
| 2013 | Prêmios TVyNovelas             | Melhor História ou Adaptação  | Martha Carrillo Cristina García Denisse Phiffer    | Venceu    |
| 2013 | Prêmios ACE 2013               | Melhor Co-Atuação Feminina    | Leticia Calderón                                   | Venceu    |
| 2013 | Prêmios ACE 2013               | Melhor Atriz Característica   | Magda Guzmán                                       | Venceu    |
| 2013 | Premios Juventud               | ¡Chica que me quita el sueño! | Silvia Navarro                                     | Indicada  |
| 2013 | Premios Juventud               | ¡Esta buenísimo!              | Cristián de la Fuente                              | Indicado  |
| 2013 | Premios Juventud               | Tema Musical de Telenovela    | "Cuando manda el corazón" por Vicente Fernández    | Indicado  |

## PremioTvyNovelas 2013
| Categoria                | Indicados               | Resultados |
| ------------------------ | ----------------------- | ---------- |
| Melhor Telenovela        | Carlos Moreno Languillo | Indicado   |
| Melhor Ator Protagonista | Cristián de la Fuente   | Indicado   |
| Melhor Atriz Antagonista | Leticia Calderón        | Venceu     |
| Melhor Ator Antagonista  | César Évora             | Indicado   |
| Melhor Atriz Juvenil     | Mariana Van Rankin      | Indicado   |
| Melhor Ator Juvenil      | Eddy Vilard             | Indicado   |
| Melhor Tema Musical      | Vicente Fernández       | Indicado   |